# Domingo de Andrade
Domingo Antonio de Andrade (Cee, 1639 – Santiago di Compostela, 12 novembre 1712) è stato un architetto spagnolo.

## Biografia
Nel 1671, alla morte dell'architetto José de la Peña de Toro, diventa capomastro della Cattedrale di Santiago di Compostela.
È ricordato quasi esclusivamente per la sua torre dell'orologio a Santiago di Compostela (1680), che precede lo stile tipico dei Churriguera.
Nel 1695 pubblicò il suo trattato intitolato Excelencias, antiguedad y nobleza de la arguitectura, caratterizzato dalla profonda erudizione.
Fu un architetto capace di elevare il barocco spagnolo, grazie anche ai contatti con il Portogallo.